# Piz Porchabella
Piz Porchabella är en bergstopp i Schweiz.   Den ligger i regionen Maloja och kantonen Graubünden, i den östra delen av landet, 190 km öster om huvudstaden Bern. Toppen på Piz Porchabella är 3 079 meter över havet, eller 139 meter över den omgivande terrängen. Bredden vid basen är 1,6 km.
Terrängen runt Piz Porchabella är bergig åt sydost, men åt nordväst är den kuperad. Närmaste större samhälle är St. Moritz, 15,9 km söder om Piz Porchabella. 
Trakten runt Piz Porchabella består i huvudsak av gräsmarker. Runt Piz Porchabella är det glesbefolkat, med 10 invånare per kvadratkilometer.